# Електронний проєктор
Електронний проєктор (або автоелектронний мікроскоп,  англ. Field emission microscope) – безлінзовий електронно-оптичний прилад для отримання збільшеного в мільйони разів зображення поверхні твердого тіла. Винайдений в 1936 німецьким фізиком Е. Мюллером.
Його конструкція містить катод у вигляді дротини з точковим емітером на кінці, радіус кривизни якого {\displaystyle r\approx 10^{-7}-10^{-8}\ } м. Анод виготовляється у вигдяді порожнистої сфери, внутрішня поверхня якої покрита шаром люмінофора та металізації. Із колби відкачується повітря (залишковий тиск {\displaystyle 10^{-9}-10^{-11}\ } мм рт.ст.). Коли на анод подається позитивна напруга в декілька тисяч вольт відносно голкового катода,  напруженість електричного поля поблизу точкового емітера досягає {\displaystyle 10^{9}-10^{10}\ } В/м). Це забезпечує інтенсивну автоелектронну емісію. Емітовані електрони, прискорюючись в радіальних напрямах, бомбардують екран, викликаючи спалахи люмінофора, та створюють на екрані збільшене контрастне зображення поверхні катода, яке відображає її кристалічну структуру. Збільшення електронного проєктора дорівнює відношенню радіусів зовнішньої сфери {\displaystyle R\ } до радіуса точкового емітера {\displaystyle r\ } ({\displaystyle R/r\ }). Роздільна здатність обмежена наявністю тангенціальних складових швидкостей автоелектронів біля кінчика голки та в меншій мірі – дифракцією електронів.

## Історія
Мюллер Ервін Вільгельм (13.06.1911-17.05.1977) винайшов у 1936 автоелектронний мікроскоп та показав (1943) обмеження його роздільної здатності. У 1950 він отримав перше детальне зображення молекули, у 1951 винайшов автоіонний мікроскоп, отримавши зображення поверхні емітера за допомогою позитивних іонів водню і досягнув за допомогою іонного проєктора атомарної роздільної здатності. У 1956 він відкрив явище випаровування під дією електричного поля. Добився прямого спостереження на атомарному рівні кристалічної ґратки та її дефектів (1958), можливості безпосередньо підраховувати концентрації вакансій і отримав зображення дефектів структур – смуг ковзання та двійників (1959). Вперше спостерігав (1967) доменні структури при фазових перетвореннях порядок – хаос, отримав зображення біологічних молекул. Створив (1968) іонний проєктор з атомним зондом, здатний ідентифікувати вибраний окремий атом на металічній поверхні.

### «Бачу атоми»!
Останнього часу проводяться інтенсивні роботи з покращенню роздільної здатності електронного проєктора в Харківському фізико-технічному інституті (Україна). Група харківських фізиків під керівництвом проф. І. Михайловського використовувала польовий автоелектронний мікроскоп 1936 року ( «електронний проєктор»), який був винайдений в 30-ті роки минулого століття Ервіном Мюллером. Він має скромну роздільну здатність, проте групі вдалося вперше ідеально навести на різкість цей мікроскоп та використати його теоретичну межу роздільної здатності. Таким чином були отримані портрети атомів з небаченим фантастичним збільшенням - в десятки мільйонів разів. Фокус полягає в тому, що роздільна здатність цього мікроскопа у високій мірі залежить від «гостроти» катода. В даному випадку — це одновимірна вуглецева нитка (тобто вертикальна послідовність декількох десятків атомів вуглецю). Один кінець нитки закріплений на катоді, а інший залишається вільним.
Суть методу полягає в тому, що зразок розміщується на підкладці в умовах високого вакууму та низької температури. При цьому навколо електрода створюється електричне поле максимальної напруженості, про яку взагалі може йти мова в рамках фізики твердого тіла.  Під дією напруги останній атом у ланцюгу починав випромінювати електрони на зовнішній екран, покритий фосфором. У результаті вдалося отримати зображення, де видно області знаходження окремих електронів атомного ядра.
Карбонова нитка була отримана в процесі інститутських розробок з виготовлення одновимірних вуглецевих ниток.  Розрахунки показують, що міцність таких ниток перевищує все, що було відомо дотепер. Наприклад, енергія вуглецевого зв'язку в одновимірному ланцюжку виявляється більшою, ніж в алмазі. Це найміцніший зв'язок, який відомий фізикам.  Наша цивілізація зараз активно освоює нанотехнології, а вершиною цього процесу буде використання одноатомних ниток. Це є неначе «скелет» всього майбутнього нановиробництва.

## «Підрахунок» електронів
Типовий електронний проєктор являє собою сферичний конденсатор із зовнішнім радіусом, який значно більший за внутрішній ({\displaystyle r\ll R\ }). Найцікавіший граничний випадок, коли внутрішній радіус точкового емітера збігається з радіусом Бора (відмінності радіусів окремих атомів від даного значення тут не суттєві):
{\displaystyle r=a_{B}=l_{N}/\alpha _{S}=5.292\cdot 10^{-11}\ }м,
де {\displaystyle l_{N}=3.862\cdot 10^{-13}\ } - характеристична довжина електрона, а {\displaystyle \alpha _{S}=7.297\cdot 10^{-3}\ } - стала тонкої структури.
Масштаб частоти на масштабі Бора має значення:
{\displaystyle \omega _{B}=2\pi \nu _{B}={\frac {\hbar }{2m_{N}a_{B}^{2}}}\ },
де {\displaystyle \hbar \ } - приведена стала Планка, а {\displaystyle m_{N}=9.109\cdot 10^{-31}\ }кг – маса електрона.
Масштаб струму на масштабі Бора (одноелектронний) має значення:
{\displaystyle I_{B}={\frac {e\omega _{B}}{2\pi }}={\frac {\alpha _{S}ec}{4\pi a_{B}}}=5.271\cdot 10^{-4}\ }А,
де {\displaystyle e\ } - заряд електрона. Таким чином, внутрішня сфера електронного проєктора обмежує потік електронів. Больше того, вони тут поступають поштучно. Густина струму на внутрішній сфері дорівнює:
{\displaystyle j_{B}={\frac {e\nu _{B}}{4\pi a_{B}^{2}}}=\rho _{2DB}\cdot {\frac {\hbar }{4\pi a_{B}^{2}m_{N}}}\ },
де {\displaystyle \rho _{2DB}=e/4\pi a_{B}^{2}\ } - двовимірна густина заряду на сфері Бора.
Густина струму на зовнішній сфері поки невизначена:
{\displaystyle J_{Rx}={\frac {Q_{Rx}\nu _{Rx}}{4\pi R^{2}}}=\rho _{2DR}\cdot \nu _{Rx}\ },
де {\displaystyle \rho _{2DR}=Q_{R}/4\pi R^{2}\ } - двовимірна густина заряду на зовнішній сфері. Іншими словами, ми поки що не знаємо заряду {\displaystyle Q_{Rx}\ } і частоти {\displaystyle \nu _{Rx}\ } на зовнішній сфері електронного проєктора. Значення частоти на зовнішній сфері можна знайти із умови рівності зарядів {\displaystyle Q=e\ }. Тоді відношення частот дорівнюватиме:
{\displaystyle \xi _{BR}={\frac {\nu _{B}}{\nu _{Rx}}}={\frac {R^{2}}{a_{B}^{2}}}=3.571\cdot 10^{16}\ },
де враховане типове значення зовнішнього радіуса {\displaystyle R=0.01\ }м.
Таким чином, частота зміни заряду на зовнішній сфері буде:
{\displaystyle \omega _{Rx}={\frac {a_{B}^{2}}{R^{2}}}\omega _{B}={\frac {l_{N}\omega _{R}^{2}}{2c}}={\frac {\omega _{R}^{2}}{2\omega _{N}}}\ },
де {\displaystyle \omega _{R}=c/R\ } - частота коливань резонатора, утвореного зовнішньою сферою, а {\displaystyle \omega _{N}=c/l_{N}\ } - характеристична частота електрона.
Тепер можна знайти заряд на зовнішній сфері:
{\displaystyle Q_{Rx}=\xi _{BR}\cdot e=e{\frac {R^{2}}{a_{B}^{2}}}\ }.
Враховуючи неперервність струму через сферичний конденсатор:
{\displaystyle I_{Rx}=Q_{Rx}\cdot \nu _{Rx}=e\nu _{B}=I_{B}\ }.
Іншими словами, оцінка частоти на зовнішній сфері виявилась цілком осмисленою і привела до вірного результату. Таким чином, при дослідженні електронних проєкторів з граничним значенням розмірів емітера, необхідно забезпечити велику кількість вільних електронів на зовнішній сфері (більше шістнадцяти порядків) для того, щоб через внутрішню сферу (емітер) проходило тілько по одному електрону.
Досить цікавим є питання про сумарний струм, який протікає через «вакуумний діод» електронного проєктора. Враховуючи дискретність зміни заряду на точковому емітері, електричний струм також буде змінюватися дискретно:
{\displaystyle I_{Dn}=n\cdot I_{B}\ },
де {\displaystyle n=1,2,3,..\ }. Вузлові значення напруг на електронному проєкторі дорівнюватимуть:
{\displaystyle V_{Dn}=n\cdot V_{B}\ }
де {\displaystyle V_{B}={\frac {\alpha _{S}^{2}m_{N}c^{2}}{2e}}=13.606\cdot n\ }В.